# Jean Onana
Jean Emile Junior Onana Onana (Yaundé, 8 de enero de 2000) es un futbolista camerunés. Juega de centrocampista y su equipo es el Beşiktaş J. K. de la Superliga de Turquía. Es internacional absoluto por la selección de Camerún desde 2020.

## Trayectoria
El 30 de agosto de 2021 fichó por el F. C. Girondins de Burdeos por cinco años.
Sin embargo, el 1 de septiembre de 2022 fue adquirido por el R. C. Lens. Después de una temporada en este club, en julio de 2023 fue traspasado por unos cuatro millones de euros al Beşiktaş J. K. turco. No tardó en volver a Francia, ya que el siguiente mes de enero fue prestado al Olympique de Marsella. Volvió a ser cedido en enero de 2025, esta vez al Genoa C. F. C.

## Selección nacional
Debutó con la selección de Camerún el 8 de octubre de 2020 ante Japón en un amistoso.

### Participaciones en Copa Africana de Naciones
| Copa                           | Sede    | Resultado    |
| ------------------------------ | ------- | ------------ |
| Copa Africana de Naciones 2021 | Camerún | Tercer lugar |

## Estadísticas
Actualizado al último partido disputado el 24 de mayo de 2025.
| Club                               | Div.          | Temporada     | Liga  | Liga  | Copas nacionales | Copas nacionales | Copas internacionales | Copas internacionales | Total | Total |
| Club                               | Div.          | Temporada     | Part. | Goles | Part.            | Goles            | Part.                 | Goles                 | Part. | Goles |
| ---------------------------------- | ------------- | ------------- | ----- | ----- | ---------------- | ---------------- | --------------------- | --------------------- | ----- | ----- |
| Leixões S. C. Portugal             | 2.ª           | 2018-19       | 1     | 0     | —                | —                | —                     | —                     | 1     | 0     |
| Leixões S. C. Portugal             | Total club    | Total club    | 1     | 0     | 0                | 0                | 0                     | 0                     | 1     | 0     |
| Lille O. S. C. II Francia          | 4.ª           | 2019-20       | 1     | 0     | —                | —                | —                     | —                     | 1     | 0     |
| Lille O. S. C. II Francia          | Total club    | Total club    | 1     | 0     | 0                | 0                | 0                     | 0                     | 1     | 0     |
| Lille O. S. C. Francia             | 1.ª           | 2019-20       | 1     | 0     | 0                | 0                | —                     | —                     | 1     | 0     |
| Lille O. S. C. Francia             | Total club    | Total club    | 1     | 0     | 0                | 0                | 0                     | 0                     | 1     | 0     |
| Excel Mouscron · Bélgica           | 1.ª           | 2020-21       | 28    | 2     | 1                | 0                | —                     | —                     | 29    | 2     |
| Excel Mouscron · Bélgica           | Total club    | Total club    | 28    | 2     | 1                | 0                | 0                     | 0                     | 29    | 2     |
| F. C. Girondins de Burdeos Francia | 1.ª           | 2021-22       | 23    | 3     | 0                | 0                | —                     | —                     | 23    | 3     |
| F. C. Girondins de Burdeos Francia | 2.ª           | 2022-23       | 3     | 0     | —                | —                | —                     | —                     | 3     | 0     |
| F. C. Girondins de Burdeos Francia | Total club    | Total club    | 26    | 3     | 0                | 0                | 0                     | 0                     | 26    | 3     |
| R. C. Lens Francia                 | 1.ª           | 2022-23       | 21    | 0     | 2                | 0                | —                     | —                     | 23    | 0     |
| R. C. Lens Francia                 | Total club    | Total club    | 21    | 0     | 2                | 0                | 0                     | 0                     | 23    | 0     |
| Beşiktaş J. K. Turquía             | 1.ª           | 2023-24       | 4     | 0     | 0                | 0                | 6                     | 0                     | 10    | 0     |
| Olympique de Marsella Francia      | 1.ª           | 2023-24       | 13    | 1     | 1                | 0                | 0                     | 0                     | 14    | 1     |
| Olympique de Marsella Francia      | Total club    | Total club    | 13    | 1     | 1                | 0                | 0                     | 0                     | 14    | 1     |
| Beşiktaş J. K. Turquía             | 1.ª           | 2024-25       | 3     | 0     | 1                | 0                | 2                     | 0                     | 6     | 0     |
| Beşiktaş J. K. Turquía             | Total club    | Total club    | 7     | 0     | 1                | 0                | 8                     | 0                     | 16    | 0     |
| Genoa C. F. C. · Italia            | 1.ª           | 2024-25       | 9     | 0     | —                | —                | —                     | —                     | 9     | 0     |
| Genoa C. F. C. · Italia            | Total club    | Total club    | 9     | 0     | 0                | 0                | 0                     | 0                     | 9     | 0     |
| Total carrera                      | Total carrera | Total carrera | 107   | 6     | 5                | 0                | 8                     | 0                     | 120   | 6     |

## Palmarés

### Títulos nacionales
| Título               | Club           | País    | Año  |
| -------------------- | -------------- | ------- | ---- |
| Supercopa de Turquía | Beşiktaş J. K. | Turquía | 2024 |